# Сабанчеево
Сабанчеево (эрз. Сабанцеле) — село в Атяшевском районе Республики Мордовия Российской Федерации. Административный центр Сабанчеевского сельского поселения.
Численность населения — 465 чел. (2010 год), в основном мордва-эрзя.

## География
Расположено около речки Мекшовки, в 16 км от районного центра и 17 км от железнодорожной станции Атяшево.

## История

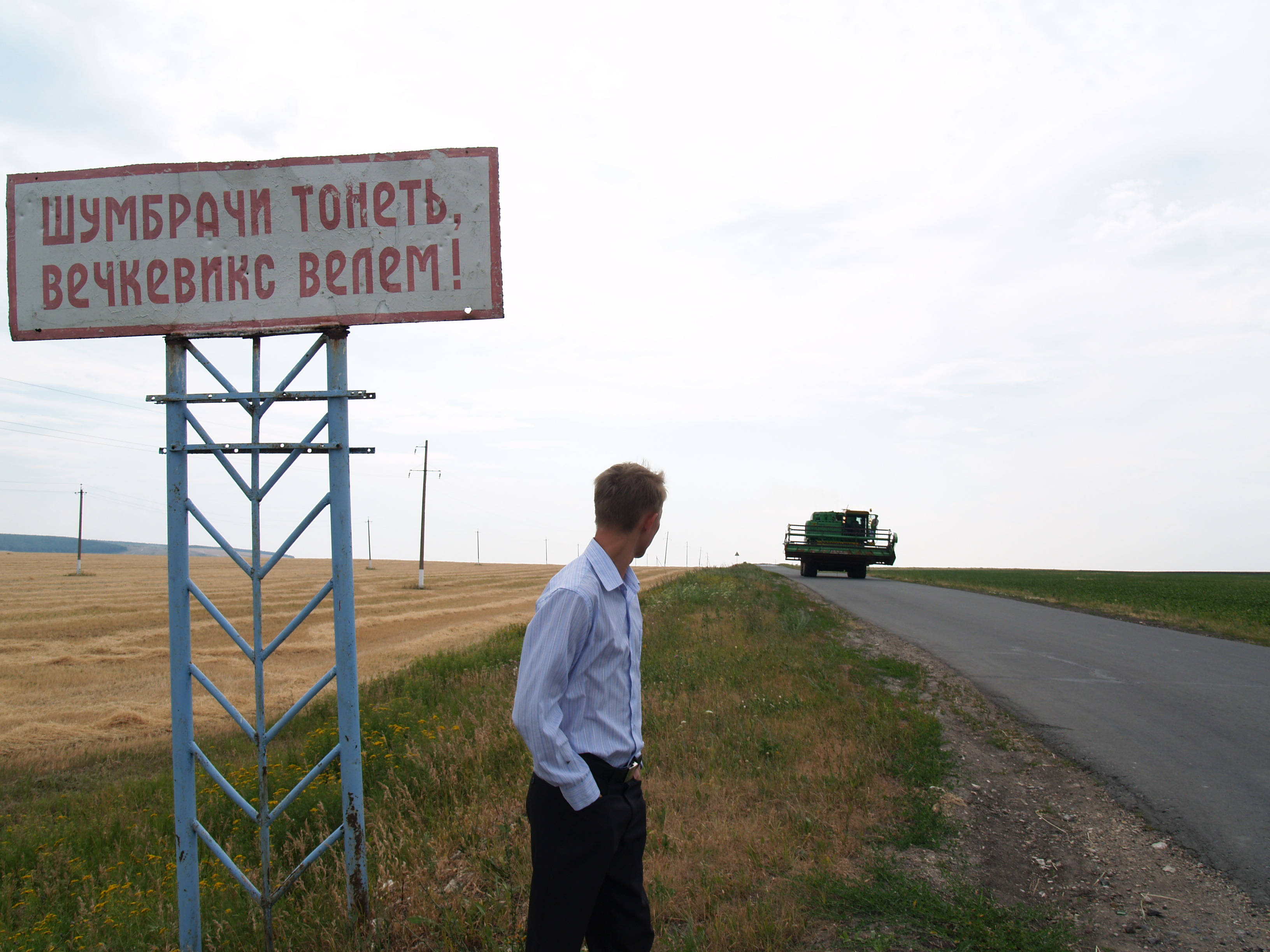
Такая красивая фраза на эрзянском языке: «Шумбрачи тонеть, вечкевикс велем!» («Здравствуй тебе, любимое село!») встречает при въезде в деревню Сабанчеево.

Название-антропоним: по имени первого поселенца Сабана. Основано в начале 17 в. Впервые упоминается в «приправочных книгах» князя Гневаша Норова 1613—1614 гг. По переписи 1624—1626 гг., в д. Сабанчеево на речке Чеберчинке Тургаковского беляка Верхосурского стана Алатырского уезда числились 6 дворов. По сведениям 1910—1911 гг., в Сабанчееве Паранеевской волости имелись церковь, церковно-приходская школа (1886), народное училище 1-й ступени (1888). В 1928 г. были созданы сельхозартели «Поляна», «Ивановка» (впоследствии — колхоз «Трактор»), им. М. Горького, «Рабочая бригада», «Путь Ильича», в 1951 г. — укрупненный колхоз «Путь Ильича», с 1997 г. — СХПК «Сабанчеевский», настоящее  время ООО "Сабанчеевское".

## Генетика
Уроженец села, эрзянский активист, педагог, солист группы «Торама», сценарист и продюсер первого фильма на эрзянском языке «Азор» – Александр Андреевич Учеваткин (Учеватонь Сантяй) получил результат с Y-хромосомной гаплогруппой J2a2a1a~ (PF5008>Y592111).

## Население
| 2002 | 2010 |
| ---- | ---- |
| 575  | ↘465 |

## Описание
В современном селе — средняя школа с историко-этнографическим музеем, библиотека, детсад, Дом культуры, медпункт, магазины. В селе — могильник мордвы-эрзи 17 — 18 вв. (в 1896 г. исследовал В. Н. Поливанов); возле села найден Сабанчеевский клад. Уроженцы Сабанчеева — участник Великой Отечественной войны, награждённый орденом Отечественной войны 1-й степени (посмертно), И. А. Гусев, партийный работник Н. П. Игнатьев, педагог И. И. Шабанов, филолог А. Г. Борисов, слесарь Н. И. Семаев, заслуженный учитель школы РМ М. И. Данилова, кандидат химических наук Б. В. Сульдин. В Сабанчеевскую сельскую администрацию входят д. Мордовские Дубровки (563 чел.; родина отличника народного просвещения РСФСР М. И. Учеваткина, заслуженного работника сельского хозяйства МАССР Д. А. Обмайкина), пос. Смирновка (8; родина историка Н. В. Заварюхина) и Ульяновка (8 чел.; родина заместителя министра сельского хозяйства и продовольствия РМ В. П. Бухаркина).